# Moka (film)
Pour les articles homonymes, voir Moka.
Pour plus de détails, voir Fiche technique et Distribution.
Moka est un film dramatique franco-suisse réalisé par Frédéric Mermoud  sorti le 17 août 2016.

## Synopsis
Diane Kramer se rend à Évian, munie de quelques affaires, d’un peu d’argent et d’une arme. Elle n’a qu’une obsession : retrouver le conducteur de la Mercedes couleur moka qui a renversé son fils et bouleversé sa vie. Mais le chemin de la vérité est plus sinueux qu’il n’y paraît. Diane devra se confronter à une autre femme, attachante et mystérieuse.

## Fiche technique
- Titre : Moka
- Réalisation : Frédéric Mermoud
- Scénario : Frédéric Mermoud et Antonin Martin-Hilbert, d'après l'œuvre de Tatiana de Rosnay
- Décors : Ivan Niclass
- Costumes : Françoise Nicolet
- Photographie : Irina Lubtchansky
- 1er assistant opérateur : Pierre-Hubert Martin
- Montage : Sarah Anderson
- Musique : Christian Gérôme-Gaucher et Grégoire Hetzel
- Casting: Brigitte Moidon
- Producteur : Damien Couvreur, Julien Rouch et Tonie Marshall
  - Coproducteur : Jean-Stéphane Bron
- Production : Diligence Films
  - Coproduction : Tabo Tabo Films, Bande à part Films et Sampek Productions
  - SOFICA : SofiTVciné 3
- Distribution : Pyramide Distribution
- Pays d'origine :  France et  Suisse
- Genre : drame
- Durée : 89 minutes
- Dates de sortie :
  - Suisse : 4 août 2016
  - France : 17 août 2016

## Distribution
- Emmanuelle Devos : Diane Kramer
- Nathalie Baye : Marlène
- David Clavel : Michel, le compagnon de Marlène
- Diane Rouxel : Élodie, la fille de Marlène
- Olivier Chantreau : Vincent
- Jean-Philippe Écoffey : le détective
- Samuel Labarthe : Simon Kramer, le mari de Diane
- Paulin Jaccoud : Luc, le fils de Diane
- Marion Reymond : Adrienne, l'amie de Luc

## Production

### Lieux de tournage
Du 8 septembre au 24 octobre 2015 à Évian-les-Bains, Thonon-les-Bains, Neuvecelle, Lugrin, Meillerie, Saint-Gingolph et Thollon-les-Mémises ainsi qu'en Suisse.